# Kacey Musgraves

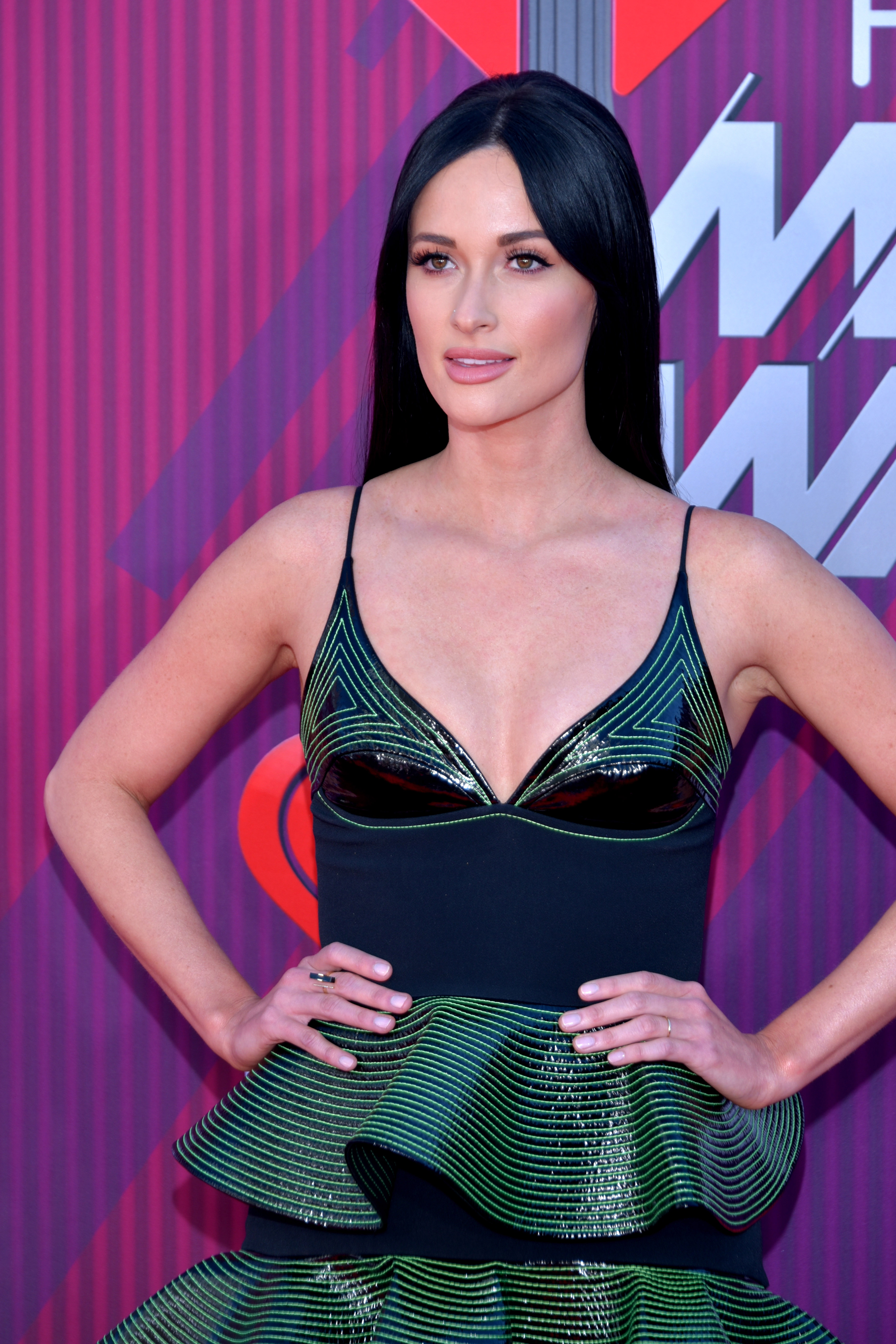
Kacey Musgraves (2019)

Kacey Musgraves (* 21. August 1988 in Mineola, Texas) ist eine US-amerikanische Countrymusikerin und Grammy-Preisträgerin.

## Leben und Karriere
Mit acht Jahren stand Kacey Musgraves erstmals auf der Bühne und begann danach, verschiedene Instrumente zu lernen und eigene Lieder zu schreiben. Ihre ersten drei Alben produzierte und veröffentlichte sie zwischen 2002 und 2007 in Eigenregie, hatte aber wenig Erfolg damit. Erst der Talentwettbewerb Nashville Star öffnete ihr dann die Türen ins Musikgeschäft. Zuerst wurden ihre Songs von Interpretinnen wie Martina McBride und Miranda Lambert übernommen, dann bekam sie 2012 selbst einen Plattenvertrag von Mercury Nashville.
Mit ihrer Debütsingle Merry Go 'Round hatte Musgraves noch im selben Jahr einen erfolgreichen Einstand in den Country- und den offiziellen Singlecharts. Sie bekam dafür eine Gold-Auszeichnung und sie wurde vom Musikmagazin Rolling Stone auf Platz 49 der Best Songs of 2012 gewählt. Ihr erstes Major-Label-Album Same Trailer Different Park konnte daraufhin auf Platz eins der Countrycharts und auf Platz zwei der Billboard 200 einsteigen und sich sogar in Großbritannien platzieren. Bei den CMA-Awards wurde sie anschließend als New Artist of the Year ausgezeichnet. Für die Grammy Awards 2014 bekam Kacey Musgraves vier Nominierungen, darunter auch in der Hauptkategorie als Newcomerin des Jahres. Sie gewann zwei der Auszeichnungen für Merry Go 'Round als bestem Countrysong und Same Trailer, Different Park als bestem Countryalbum.
Im März 2015 veröffentlichte Musgraves mit Biscuits die erste Single ihres zweiten Albums Pageant Material. Das Lied ist eine Midtempo-Nummer und thematisiert, dass Leute nicht immer ihre Nase in fremde Angelegenheiten stecken sollten.
Ihr drittes Studioalbum Golden Hour erschien 2018 und gewann in allen vier Grammy-Kategorien, für die sie nominiert war: Album of the Year und Best Country Album sowie Best Country Solo Performance und Best Country Song für die beiden Single-Auskopplungen Butterflies und Space Cowboy. Gerade wegen des diesjährigen enormen Erfolgs schilderte die Musikjournalistin Marrissa Moss, Musgraves habe wie alle weiblichen Künstler in der Airplay-Auswahl der US-Country-Radiostationen jahrelang einen schweren Stand gehabt. Andere als sie hätten längst aufgegeben, in die Single-Promotion weiter zu investieren.
Im Jahr 2023 gelang ihr mit dem Lied I Remember Everything, einem Duett mit dem Sänger Zach Bryan, ihr erster Nummer-eins-Hit in den US-amerikanischen Single-Charts.

## Diskografie

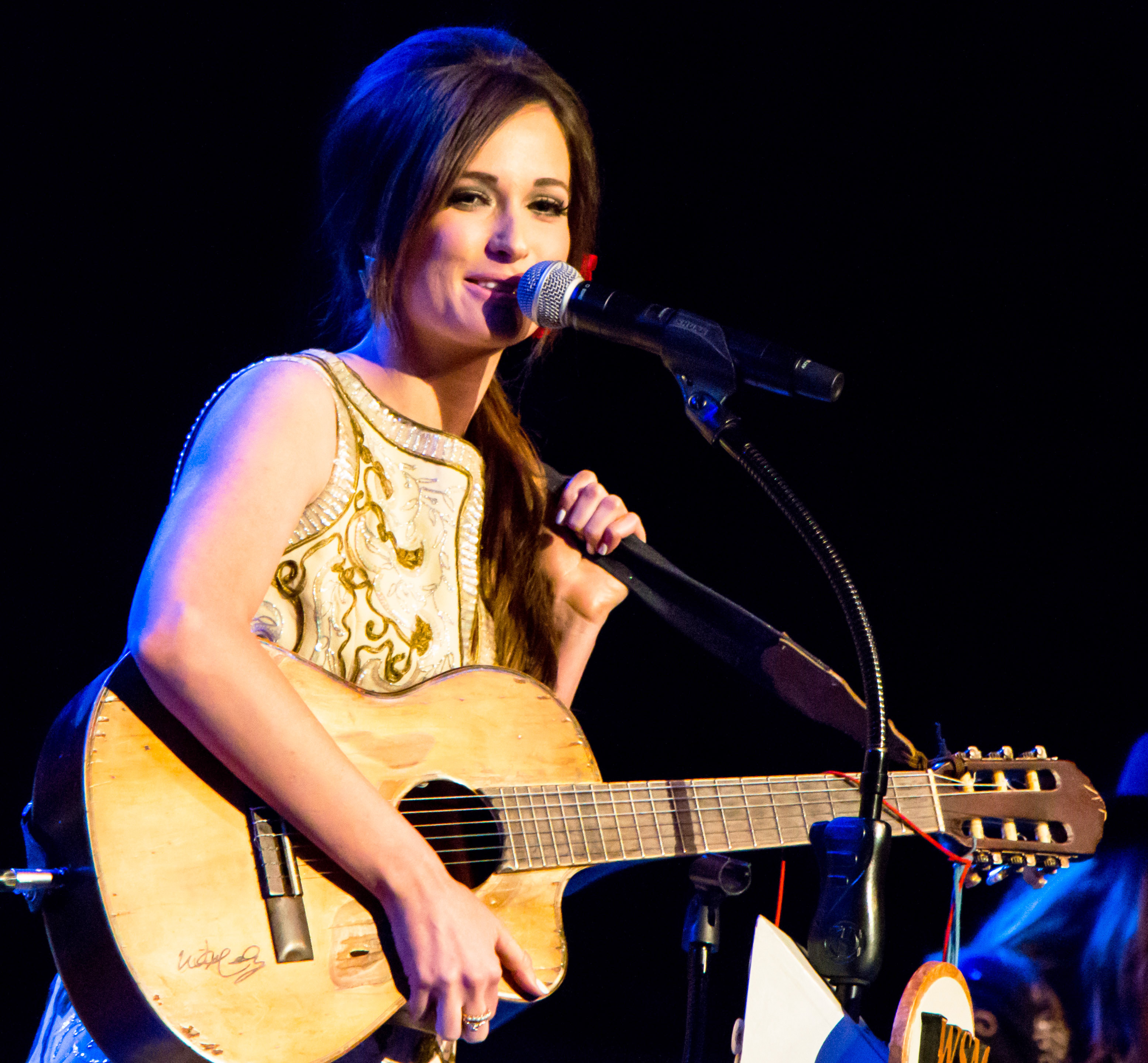
Kacey Musgraves (2014)

### Alben
| Jahr | Titel Musiklabel                                                   | Höchstplatzierung, Gesamtwochen, AuszeichnungChartplatzierungen (Jahr, Titel, Musiklabel, Platzierungen, Wochen, Auszeichnungen, Anmerkungen) | Höchstplatzierung, Gesamtwochen, AuszeichnungChartplatzierungen (Jahr, Titel, Musiklabel, Platzierungen, Wochen, Auszeichnungen, Anmerkungen) | Höchstplatzierung, Gesamtwochen, AuszeichnungChartplatzierungen (Jahr, Titel, Musiklabel, Platzierungen, Wochen, Auszeichnungen, Anmerkungen) | Höchstplatzierung, Gesamtwochen, AuszeichnungChartplatzierungen (Jahr, Titel, Musiklabel, Platzierungen, Wochen, Auszeichnungen, Anmerkungen) | Höchstplatzierung, Gesamtwochen, AuszeichnungChartplatzierungen (Jahr, Titel, Musiklabel, Platzierungen, Wochen, Auszeichnungen, Anmerkungen) | Höchstplatzierung, Gesamtwochen, AuszeichnungChartplatzierungen (Jahr, Titel, Musiklabel, Platzierungen, Wochen, Auszeichnungen, Anmerkungen) | Anmerkungen                                                                     |
| Jahr | Titel Musiklabel                                                   | DE | AT | CH | UK | US | Country | Anmerkungen                                                                     |
| ---- | ------------------------------------------------------------------ | --- | --- | --- | --- | --- | --- | ------------------------------------------------------------------------------- |
| 2013 | Same Trailer Different Park Mercury Records / Universal Music      | — | — | — | UK39 Silber · (3 Wo.)UK | US2 Platin · (72 Wo.)US | Country1 (79 Wo.)Country | Erstveröffentlichung: 19. März 2013 Grammy (Country Album)                      |
| 2015 | Pageant Material Mercury Records / Universal Music                 | — | — | — | UK11 Silber · (5 Wo.)UK | US3 (14 Wo.)US | Country1 (45 Wo.)Country | Erstveröffentlichung: 23. Juni 2015                                             |
| 2016 | A Very Kacey Christmas Mercury Records / Universal Music           | — | — | — | — | US21 (8 Wo.)US | Country11 (17 Wo.)Country | Erstveröffentlichung: 28. Oktober 2016                                          |
| 2018 | Golden Hour MCA Nashville / Universal Music                        | — | — | CH43 (3 Wo.)CH | UK6 Gold · (3 Wo.)UK | US4 Platin · (94 Wo.)US | Country1 (184 Wo.)Country | Erstveröffentlichung: 30. März 2018 2× Grammy (Album des Jahres, Country Album) |
| 2019 | The Kacey Musgraves Christmas Show MCA Nashville / Universal Music | — | — | — | — | US120 (2 Wo.)US | Country17 (7 Wo.)Country | Erstveröffentlichung: 28. November 2019                                         |
| 2021 | Star-Crossed Interscope Records / Universal Music                  | DE55 (1 Wo.)DE | — | CH98 (1 Wo.)CH | UK10 (2 Wo.)UK | US3 (7 Wo.)US | Country1 (19 Wo.)Country | Erstveröffentlichung: 10. September 2021                                        |
| 2024 | Deeper Well Interscope Records / Universal Music                   | DE28 (1 Wo.)DE | AT42 (1 Wo.)AT | CH60 (1 Wo.)CH | UK3 (2 Wo.)UK | US2 (8 Wo.)US | Country1 (10 Wo.)Country | Erstveröffentlichung: 15. März 2024                                             |

### Singles als Leadmusikerin
| Jahr | Titel Album                                                          | Höchstplatzierung, Gesamtwochen, AuszeichnungChartplatzierungen (Jahr, Titel, Album, Platzierungen, Wochen, Auszeichnungen, Anmerkungen) | Höchstplatzierung, Gesamtwochen, AuszeichnungChartplatzierungen (Jahr, Titel, Album, Platzierungen, Wochen, Auszeichnungen, Anmerkungen) | Anmerkungen                                                              |
| Jahr | Titel Album                                                          | US | Country | Anmerkungen                                                              |
| --- | -------------------------------------------------------------------- | --- | --- | ------------------------------------------------------------------------ |
| 2012 | Merry Go ’Round Same Trailer Different Park                          | US63 ×2Doppelplatin · (15 Wo.)US | Country14 (30 Wo.)Country | Erstveröffentlichung: 10. September 2012 Grammy (Country Song)           |
| 2013 | Blowin’ Smoke Same Trailer Different Park                            | US— GoldUS | Country31 (20 Wo.)Country | Erstveröffentlichung: 1. April 2013                                      |
| 2013 | Follow Your Arrow Same Trailer Different Park                        | US60 Platin · (1 Wo.)US | Country10 (20 Wo.)Country | Erstveröffentlichung: 21. Oktober 2013                                   |
| 2014 | Keep It to Yourself Same Trailer Different Park                      | — | Country40 (13 Wo.)Country | Erstveröffentlichung: 10. März 2014                                      |
| 2014 | The Trailer Song –                                                   | — | Country46 (1 Wo.)Country | Erstveröffentlichung: 13. Juni 2014 Promosingle                          |
| 2015 | Biscuits Pageant Material                                            | US— GoldUS | Country28 (18 Wo.)Country | Erstveröffentlichung: 16. März 2015                                      |
| 2015 | Dime Store Cowgirl Pageant Material                                  | — | Country44 (1 Wo.)Country | Erstveröffentlichung: 3. August 2015                                     |
| 2018 | Butterflies Golden Hour                                              | US— PlatinUS | Country32 (6 Wo.)Country | Erstveröffentlichung: 23. Februar 2018 Grammy (Country Solo Performance) |
| 2018 | Space Cowboy Golden Hour                                             | US— PlatinUS | Country30 (6 Wo.)Country | Erstveröffentlichung: 23. Februar 2018 Grammy (Country Song)             |
| 2018 | High Horse Golden Hour                                               | US— PlatinUS | Country36 (3 Wo.)Country | Erstveröffentlichung: 25. Juni 2018                                      |
| 2018 | Slow Burn Golden Hour                                                | US— PlatinUS | Country42 (1 Wo.)Country | Erstveröffentlichung: 16. Oktober 2018                                   |
| 2019 | Rainbow Golden Hour                                                  | US98 ×2Doppelplatin · (1 Wo.)US | Country17 (16 Wo.)Country | Erstveröffentlichung: 11. Februar 2019                                   |
| 2019 | Glittery The Kacey Musgraves Christmas Show                          | — | Country33 (3 Wo.)Country | Erstveröffentlichung: 29. November 2019 Promosingle; feat. Troye Sivan   |
| 2021 | Star-Crossed                                                         | — | Country37 (1 Wo.)Country | Erstveröffentlichung: 23. August 2021                                    |
| 2021 | Justified Star-Crossed                                               | — | Country22 (11 Wo.)Country | Erstveröffentlichung: 27. August 2021                                    |
| 2021 | Simple Times Star-Crossed                                            | — | Country31 (2 Wo.)Country | Erstveröffentlichung: 9. September 2021                                  |
| 2024 | Three Little Birds Bob Marley: One Love O.S.T.                       | — | Country38 (1 Wo.)Country | Erstveröffentlichung: 26. Januar 2024 Original: Bob Marley (1980)        |
| 2024 | Deeper Well                                                          | US76 (1 Wo.)US | Country17 (10 Wo.)Country | Erstveröffentlichung: 8. Februar 2024                                    |
| 2024 | Too Good To Be True Deeper Well                                      | — | Country29 (3 Wo.)Country | Erstveröffentlichung: 29. Februar 2024                                   |
| Folgende Lieder erschienen nicht als Single, wurden aber durch das Album zum Download und Streaming bereitgestellt und konnten somit eine Platzierung erlangen: |                                                                      | | |                                                                          |
| |                                                                      | | |                                                                          |
| 2019 | All Is Found Frozen 2 O.S.T.                                         | US— PlatinUS | Country31 (11 Wo.)Country |                                                                          |
| 2019 | Rockin’ Around the Christmas Tree The Kacey Musgraves Christmas Show | — | Country20 (4 Wo.)Country | feat. Camila Cabello                                                     |
| 2021 | Breadwinner Star-Crossed                                             | — | Country36 (5 Wo.)Country |                                                                          |
| 2021 | Good Wife Star-Crossed                                               | — | Country41 (1 Wo.)Country |                                                                          |
| 2021 | Cherry Blossom Star-Crossed                                          | — | Country44 (1 Wo.)Country |                                                                          |
| 2024 | The Architect Deeper Well                                            | — | Country38 (2 Wo.)Country |                                                                          |

### Singles als Gastmusikerin
| Jahr | Titel Album                      | Höchstplatzierung, Gesamtwochen, AuszeichnungChartplatzierungen (Jahr, Titel, Album, Platzierungen, Wochen, Auszeichnungen, Anmerkungen) | Höchstplatzierung, Gesamtwochen, AuszeichnungChartplatzierungen (Jahr, Titel, Album, Platzierungen, Wochen, Auszeichnungen, Anmerkungen) | Höchstplatzierung, Gesamtwochen, AuszeichnungChartplatzierungen (Jahr, Titel, Album, Platzierungen, Wochen, Auszeichnungen, Anmerkungen) | Anmerkungen                                                            |
| Jahr | Titel Album                      | UK | US | Country | Anmerkungen                                                            |
| --- | -------------------------------- | --- | --- | --- | ---------------------------------------------------------------------- |
| 2011 | Oh, Tonight She’s Like Texas     | — | — | Country44 (30 Wo.)Country | Josh Abbott Band feat. Kacey Musgraves                                 |
| 2016 | Forever Country –                | — | US21 Gold · (4 Wo.)US | Country1 (18 Wo.)Country | als Teil von "Artists of Then, Now & Forever"                          |
| 2023 | She Calls Me Back Stick Season   | — | US76 Platin · (2 Wo.)US | — | Erstveröffentlichung: 6. Oktober 2023 Noah Kahan feat. Kacey Musgraves |
| Folgende Lieder erschienen nicht als Single, wurden aber durch das Album zum Download und Streaming bereitgestellt und konnten somit eine Platzierung erlangen: |                                  | | | |                                                                        |
| |                                  | | | |                                                                        |
| 2023 | I Remember Everything Zach Bryan | UK14 Platin · (44 Wo.)UK | US1 ×9Neunfachplatin · (52 Wo.)US | Country1 (47 Wo.)Country | Charteinstieg: 7. September 2023 Zach Bryan feat. Kacey Musgraves      |

## Auszeichnungen für Musikverkäufe
| Goldene Schallplatte - Australien - 2023: für das Lied I Remember Everything - Dänemark - 2025: für das Lied I Remember Everything - Neuseeland - 2023: für das Album Golden Hour - Vereinigte Staaten - 2024: für das Lied Neon Moon - 2025: für das Lied Oh, What a World Platin-Schallplatte - Kanada - 2021: für das Album Golden Hour | 3× Platin-Schallplatte - Kanada - 2024: für die Single Neon Moon 4× Platin-Schallplatte - Neuseeland - 2025: für das Lied I Remember Everything 9× Platin-Schallplatte - Kanada - 2024: für das Lied I Remember Everything |

Anmerkung: Auszeichnungen in Ländern aus den Charttabellen bzw. Chartboxen sind in ebendiesen zu finden.
| Land/RegionAuszeichnungen für Musikverkäufe (Land/Region, Auszeichnungen, Verkäufe, Quellen) | Silber     | Gold     | Platin       | Verkäufe   | Quellen                       |
| -------------------------------------------------------------------------------------------- | ---------- | -------- | ------------ | ---------- | ----------------------------- |
| Australien (ARIA)                                                                            | —          | Gold1    | —            | 35.000     | aria.com.au                   |
| Dänemark (IFPI)                                                                              | —          | Gold1    | —            | 45.000     | ifpi.dk                       |
| Kanada (MC)                                                                                  | —          | —        | 13× Platin13 | 1.040.000  | musiccanada.com               |
| Neuseeland (RMNZ)                                                                            | —          | Gold1    | 4× Platin4   | 127.500    | aotearoamusiccharts.co.nz NZ2 |
| Vereinigte Staaten (RIAA)                                                                    | —          | 5× Gold5 | 22× Platin22 | 24.500.000 | riaa.com                      |
| Vereinigtes Königreich (BPI)                                                                 | 2× Silber2 | Gold1    | Platin1      | 820.000    | bpi.co.uk                     |
| Insgesamt                                                                                    | 2× Silber2 | 9× Gold9 | 40× Platin40 |            |                               |